# Mitracarpus lhotzkyanus
Mitracarpus lhotzkyanus är en måreväxtart som beskrevs av Adelbert von Chamisso. Mitracarpus lhotzkyanus ingår i släktet Mitracarpus och familjen måreväxter. Inga underarter finns listade i Catalogue of Life.